# Palpibracus separatus
Palpibracus separatus är en tvåvingeart som först beskrevs av Malloch 1934.  Palpibracus separatus ingår i släktet Palpibracus och familjen husflugor. Inga underarter finns listade i Catalogue of Life.